# Катастрофа Ил-18 близ Домодедова (1967)
Катастрофа Ил-18 под Домодедовым (1967) — авиационная катастрофа произошедшая ранним утром четверга 6 апреля 1967 года близ аэропорта Домодедово. Авиалайнер Ил-18В 235-го правительственного авиаотряда авиакомпании «Аэрофлот» выполнял перегоночный рейс по маршруту Домодедово — Внуково, но через 2 минуты после взлёта из аэропорта Домодедово лайнер рухнул на поле между деревнями Кутузово и Проводы, полностью разрушившись. Погибли все 8 членов экипажа на борту.
Официальная причина катастрофы так и не была установлена.

## Самолёт
Ил-18В с бортовым номером 75563 (заводской — 184007802, серийный — 078-02) был выпущен заводом ММЗ «Знамя Труда» 30 апреля 1964 года и к 9 декабря был передан Министерству гражданской авиации, которое направило его в 235-й отдельный правительственный авиаотряд. Всего на момент катастрофы авиалайнер имел 2294 часа налёта и 929 посадок.

## Экипаж
Ил-18 пилотировал экипаж из 235-го правительственного авиаотряда, в состав которого входили 8 человек:
- Командир воздушного судна — Немцов Эдуард Викентьевич
- Второй пилот — Фурсов Павел Иванович
- Штурман — Еманов Александр Иванович
- Бортмеханик — Осинцев Николай Афанасьевич
- Бортмеханик-стажёр — Силкин Виктор Павлович
- Бортрадист — Сухарев Павел Иванович
- Стюардесса — Ильина Валентина Петровна
- Стюардесса — Ходукина Людмила Николаевна

## Катастрофа
Самолёт выполнял пассажирский рейс из Красноярска в Москву и ночью в 02:22 приземлился в аэропорту Домодедово. Пассажиры покинули самолёт, а экипажу далее предстояло перегнать его в аэропорт базирования — Внуково. На небе висели отдельные дождевые облака с нижней границей 180—240 метров, а видимость составляла 8 километров. В 03:26:26 с 8 членами экипажа лайнер взлетел с ВПП Московского аэропорта Домодедово по магнитному курсу 137°, рейс выполнял Ил-18В борт СССР-75563, летящий из Домодедово во Внуково, а после прохода БПРМ на высоте 300 метров начал выполнять первый разворот для выхода из воздушной зоны аэропорта.
Выполняя разворот, в 03:27:47 командир начал докладывать о взлёте, когда на полуслове связь оборвалась. В 03:28:06 летевший по магнитному курсу 262° авиалайнер на большой скорости врезался в поле в 3 километрах от торца ВПП и в 2 километрах правее её оси, отскочил в воздух, пролетел небольшое расстояние и вновь врезался в землю, полностью разрушился и сгорел. Обломки разбросало на протяжении 650 метров. На месте падения был найден выживший бортмеханик-стажёр Силкин, но через 12 дней, 18 апреля, он умер в больнице от полученных травм. Таким образом, в катастрофе погибли все 8 человек, находившихся на борту.

## Причины
Вираж на 125° к курсу взлёта, который совершил самолёт перед тем, как врезался в землю, может быть объяснён либо выполнением крутой спирали, либо значительным скольжением. Однако экипаж даже при самом грубом нарушении правил полётов не мог совершить такой манёвр, поэтому ошибка пилотов была исключена. При изучении обстоятельств катастрофы было установлено, что пилоты задействовали триммер элеронов на половину его хода, чтобы устранить правый крен, а это несовместимо с нормальными условиями балансировки самолёта. Существует вероятность того, что произошёл отказ управления элеронами, либо произошло нарушение поперечной управляемости, поэтому экипаж был вынужден управлять самолётом с помощью триммеров. Также был задействован триммер руля направления, который был отклонён влево на 45°. Двигатели самолёта, как показали исследования, до столкновения с землёй были исправны. Также в 30 метрах от точки первого касания земли были обнаружены осколки аэронавигационных огней правого крыла, что свидетельствовало о том, что по неустановленным причинам самолёт испытал ещё в воздухе сильную встряску. Истинная причина катастрофы так и не была установлена.